# Pozoseco
Pozoseco es una localidad española del municipio de Pozorrubielos de la Mancha, perteneciente a la provincia de Cuenca, en la comunidad autónoma de Castilla-La Mancha.

## Geografía
La localidad tiene una población de 17 habitantes y está ubicada a una altitud de 811 m sobre el nivel del mar. Está bien comunicada ya que pasa por allí la A-3. El gentilicio es pozosequero/a y no pozosecano/a. Junto con Rubielos Altos y Rubielos Bajos conforma el municipio de Pozorrubielos de la Mancha.

## Historia
A mediados del siglo XIX, la villa, por entonces con ayuntamiento propio, tenía contabilizada una población de 262 habitantes. Aparece descrita en el decimotercer volumen del Diccionario geográfico-estadístico-histórico de España y sus posesiones de Ultramar de Pascual Madoz de la siguiente manera:

POZOSECO: v. con ayunt. en la prov. y dióc. de Cuenca (11 leg.), part. jud. de Motilla del Palancar (6), aud. terr. de Albacete (11) y c. g. de Castilla la Nueva (Madrid 24). sit. en terreno llano con clima templado, combatido por el viento de O. y poco propenso á enfermedades. Consta de 50 casas de pobre construccion; la del ayunt. y cárcel; escuela dotada con 700 rs.; una igl. (San Julian), aneja de la de Villanueva de la Jara y servida por un teniente. El térm. confina por N. con Motilla del Palancar; E. El Peral; S. Villanueva de la Jara, y O. Barchin del Hoyo: el terreno es de secano y bastante productivo; tiene 2 deh., una denominada de la Carne y otra Lleca, las que abundan en buenos pastos: los caminos son locales y en mal estado: la correspondencia se recibe de la Motilla. prod.: trigo, cebada, centeno, vino, aceite, azafran y algunas legumbres, y caza de liebres, perdices y conejos: ind.: la agrícola: pobl.: 66 vec., 262 alm. cap. prod.: 720,400 rs. imp.: 36,026.
(Madoz, 1849, p. 194)

El municipio de Pozoseco desapareció en 1976, al fusionarse con los de Rubielos Altos y Rubielos Bajos para formar el nuevo término municipal de Pozorrubielos de la Mancha.

## Demografía
| Gráfica de evolución demográfica de Pozoseco entre 1842 y 1970 |
| |
| Población de derecho según los censos de población del INE Población de hecho según los censos de población del INEEntre el censo de 1981 y el anterior, este municipio desaparece porque se integra en el municipio Pozorrubielos de la Mancha |

## Patrimonio

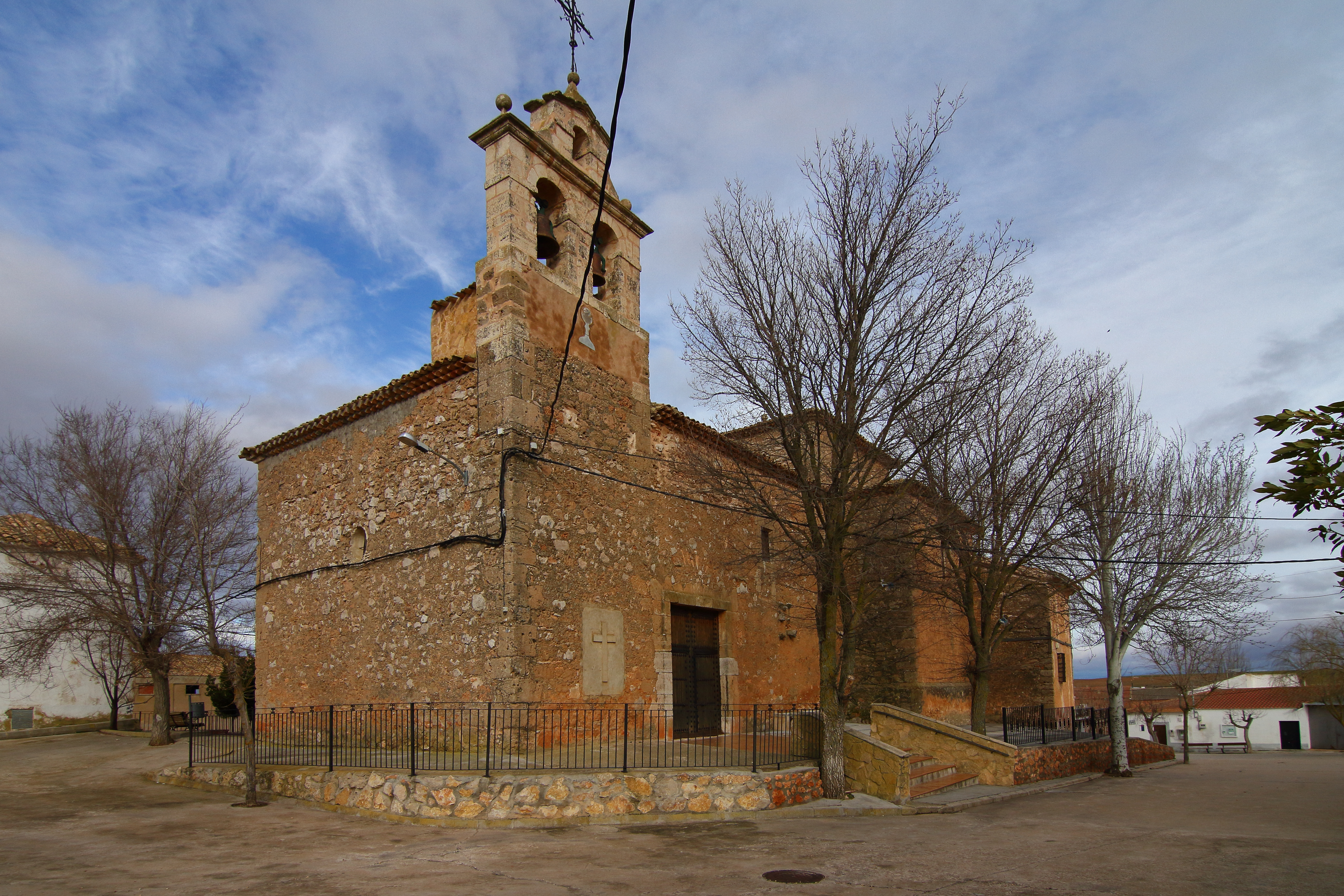
Iglesia de San Julián

En la localidad hay una iglesia bajo la advocación de San Julián.

## Fiestas
Una fiesta significativa en Pozoseco es la del Corpus Christi.